# Agrotis baliopa
Agrotis baliopa är en fjärilsart som beskrevs av Edward Meyrick 1899. Agrotis baliopa ingår i släktet Agrotis och familjen nattflyn. Inga underarter finns listade i Catalogue of Life.

## Bildgalleri

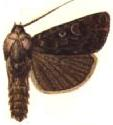